# 韋奕
韋 奕（韦奕、い えき、ウェイ・イー、Wei Yi、1999年6月2日 - ）は中華人民共和国江蘇省塩城市出身のチェスのグランドマスター。
2013年に史上4番目の若さ(13歳8カ月)でグランドマスターになった。
2015年3月には史上最年少となる15歳8カ月でFIDEレーティング2700以上を記録した。また、同年5月には中国チェス選手権を史上最年少で優勝した。